# Franz von Harting
Franz von Harting (* 15. November 1778 in Belovar; † 1. April 1843 in Wien) war ein kaiserlich österreichischer Generalmajor.
Sein Vater Philipp von Harting war General-Auditor-Lieutenant in Hermannstadt. 
Er wurde zunächst in der orientalischen Akademie in Wien erzogen. Aber am 3. Februar 1794 ging er als Kadett in das Infanterie-Regiment Nr. 40 (Graf Mitrowsky). Mit Unterstützung seines Vaters wurde er 1. Mai 1794 in das 1. Wallachen-Grenz-Regiment versetzt und schon am 15. Oktober 1794 zum Fähnrich befördert. Während des Ersten Koalitionskrieges zeichnete er sich am 16. September 1796 beim Sturm auf die verschanzte Lahnbrücke bei Limburg so aus, dass er außer der Reihe zum Unterlieutenant und am 1. November 1799 zum Oberlieutenant befördert wurde. Am 12. Juni 1800 wurde er im Gefecht bei Ulm verwundet, nach seiner Genesung wurde er zum Feldmarschall-Lieutenant Graf Klenau abkommandiert. In dessen Korps diente er in der Adjutantur und im Generalstab. Nach dem Krieg kam er zum Generalkommando nach Siebenbürgen. Durch General Csekonics kam er zu den ungarischen Regimentern. Am 1. Dezember 1805 kam er als Hauptmann in das Kikindaer Insurrektion-Bataillon, bereits am 1. Februar 1806 wurde er als Oberstleutnant in das Regiment zurückversetzt. Anschließend wurde er während des Fünften Koalitionskriegs im Mai 1809 bei der Verteidigung von Zamosc verwundet und gefangen genommen; dennoch wurde er der Reihe zum Hauptmann befördert. Im Jahr 1812 kam er zur Dienstleistung zum Generalstab des mobilen Reservekorps nach Galizien. Im Jahr 1813 war er im hofkriegsrätlichen Militärdepartement eingesetzt und wurde am 3. Februar 1814 zum Major befördert. Anschließend kam er 1815 in die Operationskanzlei der Hauptarmee.
Nach dem Krieg kam er als Generalkommando-Adjutant nach Siebenbürgen, wo er im Oktober 1826 zum Oberstleutnant befördert wurde. Bis zum Juni 1829 verblieb er in dieser Anstellung. Nach seiner Beförderung zum Oberst erhielt er das 2. Wallachen-Grenz-Regiment. Aber als 1830/31 die Cholera in Siebenbürgen ausbrach, erhielt er das Kommando über die im Sanitätskordon verwendeten Truppen. Im März 1833 wurde Harting zum Referenten des Staatsrats und am 26. Dezember 1834 zum Generalmajor und Brigadier in Kronstadt ernannt. Aber schon am 6. Juli 1835 wurde er wieder in den Staatsrat zurückversetzt, wo er bis zu seinem Tod blieb.